# Джак Ричър: Не се връщай
„Джак Ричър: Не се връщай“ (на английски: Jack Reacher: Never Go Back) е щатски екшън трилър от 2016 г. на режисьора Едуард Зуик, който е съсценарист със Ричард Уенк и Маршал Херковиц, и е базиран на романа „Не се връщай“ през 2013 г., написан от Лий Чайлд. Като продължение на „Джак Ричър“ (2012), във филма участват Том Круз и Коби Смолдърс, с поддържащи роли от Патрик Хойсингър, Алдис Ходж, Даника Ярош, Холт Маккалани и Робърт Непър. Снимките започват на 20 октомври 2016 г. в Ню Орлиънс, и филмът е пуснат на 21 октомври 2016 г. в IMAX и различни формати.

## Актьорски състав
| Актьор           | Роля                   |
| ---------------- | ---------------------- |
| Том Круз         | Джак Ричър             |
| Коби Смолдърс    | Майор Сюзън Търнър     |
| Алдис Ходж       | Капитан Еспин          |
| Даника Ярош      | Саманта                |
| Джесика Струп    | Лейтенант Съливан      |
| Патрик Хойсингър | Ловецът                |
| Холт МакКалани   | Полковник Сам Морган   |
| Робърт Непър     | Генерал Джеймс Харкнес |
| Медълин Хорчър   | Сержант Лийч           |
| Робърт Катрини   | Полковник Муркрофт     |

## В България
В България филмът е пуснат по кината на същата дата от „Форум Филм България“.
На 25 юни 2018 г. е излъчен премиерно по „Би Ти Ви Синема“. Дублажът е на студио Медиа Линк. Екипът се състои от:
| Озвучаващи артисти  | Даниела Йорданова Ася Рачева Симеон Владов Тодор Георгиев Иван Танев |
| Преводач            | Виолета Георгиева                                                    |
| Тонрежисьор         | Емил Енев                                                            |
| Режисьор на дублажа | Михаела Минева                                                       |